# Karl Eugen Petzold
Karl Eugen Petzold (* 7. November 1813 in Ronneburg (Thüringen); † 28. Januar 1889 in Basel, Bürger von Zofingen) war ein deutsch-schweizerischer Gesangslehrer, Organist, Pianist und Komponist.

## Leben und Werk
Petzold war der Sohn des Glasmeisters Gottlob und der Johanna Christina, geborene Reichhard. Schon als Kind förderte der Vater das musikalische Talent seines Sohnes, indem er ihn vom ansässigen Kantor unterrichten liess.
Auf der Thomasschule zu Leipzig lernte Petzold ab 1828 bei Christian Theodor Weinlig. Unter der Führung von Felix Mendelssohn Bartholdy und Ferdinand David bildete er sich zum vielseitigen Musiker aus. Petzold studierte ab 1836 Philosophie und Theologie an der Universität Leipzig und war Leiter des von ihm gegründeten Philharmonischen Vereins für Gesang und Instrumentalmusik. Im Winter 1838/1839 war Petzold als Kapellmeister am Stadttheater Bautzen tätig.
Durch Robert Schuhmanns Empfehlung trat Petzold 1840 die Stelle als Gesangs- und Musiklehrer an der von Johann Karl Christian Lippe gegründeten privaten Erziehungsanstalt auf Schloss Lenzburg an. Ab 1842 wirkte Petzold als Musikdirektor, Gesangslehrer und Organist an der Stadtschule Murten.
In Zofingen wirkte Petzold ab 1844. Er führte regelmässige Winterkonzerte ein, brachte alle zwei Jahre ein grosses Werk für Orchester, Gemischter Chor und Orgel zur Aufführung und ab 1848 je vier Abonnementskonzerte. Zudem war er Organist der Stadtkirche Zofingen.
Am 8. Januar 1851 erhielt er das Bürgerrecht von Zofingen. Petzold trat altershalber 1876 als Gesangslehrer und ab 1887 als Organist zurück. Viele von Petzold komponierten Klavier- und Orchesterwerke wurden verlegt, sind aber heute vergessen.
Petzold heiratete 1852 Wilhelmine, geborene Matter. Ihre Tochter Ida Angelika Petzold heiratete 1880 der Komponist, Pianist und Musikpädagoge Hans Huber. Seine Enkelin Elisabeth, geborene Huber (geb. 15. Januar 1889; gest. 28. August 1972) war mit Franz Merke verheiratet.